# آرشت
ارشت یک روستا در ایران است که در دهستان چورزق در شهرستان طارم استان زنجان واقع شده‌است. ارشت حدودا 700 نفر جمعیت دارد.